# Eduardo Medina Mora
Eduardo Tomás Medina-Mora Icaza (Ciudad de México, 30 de enero de 1957) es un abogado y político mexicano. Fue ministro de la Suprema Corte de Justicia de la Nación desde el 10 de marzo de 2015 hasta su renuncia el 8 de octubre de 2019.

## Trayectoria
Estudió derecho en la Universidad Nacional Autónoma de México. Medina Mora fungió entre 2000 y 2005 como director del Centro de Investigación y Seguridad Nacional (CISEN). En septiembre de 2005, fue designado secretario de Seguridad Pública por el presidente Vicente Fox, en sustitución de Ramón Martín Huerta, muerto en un accidente aéreo.
El presidente Felipe Calderón lo propuso al Senado de la República como procurador general de la República, y este lo confirmó en el cargo el 7 de diciembre de 2006. El 7 de septiembre del 2009, Medina Mora renunció como procurador. El presidente Calderón nombró a Arturo Chávez Chávez como nuevo procurador general de la República.
El 12 de noviembre de 2009 el Senado ratificó su nombramiento como embajador de México ante el Reino Unido,  cargo que desempeñó hasta enero de 2013.
En 2013 fue propuesto como embajador de México ante los Estados Unidos, siendo ratificado el 9 de enero de 2013.

## Ministro de la Suprema Corte de Justicia de la Nación
Medina Mora se desempeñó como ministro de la Suprema Corte de Justicia de la Nación entre el 10 de marzo de 2015 y el 3 de octubre de 2019, cuando se informó que presentó su renuncia al cargo, como lo confirmó el presidente del órgano, Arturo Zaldívar.
Había sido designado ministro de la Corte por el Senado de la República con 83 votos y como parte de la terna enviada por el presidente Enrique Peña Nieto para sustituir al fallecido ministro Sergio Valls. Luego de que fue presionado por el gobierno federal para renunciar a su cargo, se confirmó que estaba siendo investigado por la Unidad de Inteligencia Financiera de la Secretaría de Hacienda y Crédito Público por presunto lavado de dinero. Más adelante, los cargos fueron abandonados por falta de pruebas.
Su renuncia es la primera de un Ministro de la Suprema Corte, desde que esta se reformó en 1994. El 8 de octubre, el Senado aprobó su renuncia con 111 votos a favor, tres en contra y cinco abstenciones.